# Porthcawl
Porthcawl, historisch auch Porth Cawl, ist eine Stadt und Community in Südwales an der Küste des Bristolkanals. Beim Zensus 2011 hatte die zum Bridgend County Borough gehörende Stadt fast genau 16.000 Einwohner.

## Geographie
Porthcawl ist eine südwalisische Küstenstadt am Bristolkanal. Die Stadt umfasst Teile der Rest Bay und des buchartigen Strandes Traeth yr Afon, auf Höhe des Stadtzentrums befinden sich die etwas kleineren Buchten Sandy Bay (teils auch Coney Beach) und Trecco Bay. Insgesamt hat die Stadt und ihr Umland laut Verwaltung der Principal Area sieben verschiedene Strände. Am Stadtzentrum schließen sich im Norden der Stadtteil Nottage nahe der Rest Bay sowie im Osten der Stadtteil Danygraig und der Stadtteil Newton, auf dessen Höhe bereits die Traeth yr Afon beginnt. Direkt an der Trecco Bay befindet sich zudem eine große Ferienanlage. Daneben umfasst das Gebiet der Community auch noch das Umland der Stadt im Norden bis Nordosten. Dazu zählen der Park Lock’s Common sowie ein großer Golfplatz an der Rest Bay, ein weiterer Golfplatz etwas östlicher sowie Teile der Cornelly Quarry im Norden. Im Südosten gehören auch Ausläufer des großen Reservats Merthyr Mawr Warren zur Stadt. Insbesondere der nordöstliche Teil des Umlandes umfasst auch mehrere Bauernhöfe und Einzelsiedlungen.
Verwaltungsgeographisch ist Porthcawl Teil des Bridgend County Boroughs, benannt nach der etwa neun Kilometer östlicher liegenden Stadt Bridgend. Wahlkreisgeographisch ist die Stadt Teil des britischen Wahlkreises Bridgend beziehungsweise von dessen walisischem Pendant.

## Geschichte
Im Nordosten der heutigen Stadt, nahe dem Stadtteil Danygraig, wurden Überreste einer römischen Villa gefunden. Porthcawl, historisch manchmal auch Porth Cawl, wurde mit der Industrialisierung von einem kleinen Dorf zu einem wichtigen Seehafen. Vom Hafen von Porthcawl aus wurden Kohle, Eisen und Stahl aus den umliegenden Tälern in die Welt verschifft, insbesondere aus Maesteg und Tondu. Von dort führte eine Eisenbahn nach Porthcawl, die sogenannte Dyffryn Llynfi and Porthcawl Railway, die später in die Llynvi and Ogmore Railway und danach in weitere Gesellschaften aufging. Nach  dem Aufschwung Mitte des 19. Jahrhunderts wurde der Hafen 1898 von der Great Western Railway geschlossen, da der Hafen vor dem Hintergrund der Konkurrenten Port Talbot und Barry überflüssig geworden war.
Große Teile der Hafenanlagen wurden in den folgenden Jahrzehnten trockengelegt und in die Stadt integriert. Seitdem wandelte sich die Stadt immer mehr zum touristisch genutzten Seebad, anfangs zunächst für Tagesgäste, später mehr für Ferientouristen. Die Küste der Stadt wird heute vor allem für Wassersportarten genutzt, auch die umliegenden Teile der Stadt mitsamt dem Stadtzentrum sind touristisch ausgerichtet. 2009 kam es im Luftraum über Porthcawl zu einer Kollision zweier Grob G 115 der Royal Air Force, die vier Insassen der beiden Maschinen starben.

## Infrastruktur
Neben dem bereits angesprochenen Lock’s Common im Westen der Stadt an der Rest Bay besitzt auch die übrige Stadt mehrere Parks, Sportplätze und Spielplätze. Nennenswert sind insbesondere der recht zentral gelegene Trafalgar Wood, die Gartenanlage The Wilderness mitsamt einem Teich sowie der Teich Pwll-y-waun nördlich des Ferienparks. Daneben hat die Stadt auch mehrere Kirchen. Bildungstechnisch besitzt die Stadt drei Grundschulen, eine Comprehensive School sowie eine Klosterschule. Zusätzlich existiert eine eigene Stadtbibliothek, ebenso gibt es ein eigenes Museum zur Lokalgeschichte.
Die Stadt hat darüber hinaus am Stadtzentrum entlang eine Promenade, die auch zum Porthcawl Lighthouse führt. Dieser steht auf einer kleinen Landzunge südlich des Stadtzentrums, die die Sandy Bay im Westen begrenzt. An der Westseite der Bucht befinden auch die Überreste des ehemals größeren Hafen, der heutzutage vor allem als Marina genutzt wird. Unweit des Nordufers der Sandy Bay, zwischen Stadtzentrum und Ferienanlage, befindet sich der Freizeitpark Coney Beach Pleasure Park. Zu den weiteren touristischen Anlagen gehört zum Beispiel das in den 1930ern errichtete Grand Pavillon Theatre. Ferner hat die Royal Mail in Porthcawl ein eigenes Postamt, und ist Heimat des Rugbyvereines Porthcawl RFC und des Cricketvereines Porthcawl CC.

## Verkehr
Porthcawl ist über die A4106 road und die A4229 mit zwei Regionalstraßen ans überregionale Straßennetz angebunden. Während erste nach Bridgend führt, ist letztere ein Zubringer zur Auffahrt Pyle des M4 motorway. Darüber hinaus durchqueren mehrere Buslinien die Stadt. Von daher gibt es unter anderem Busverbindungen nach Bridgend, Pontypridd, Cardiff und Aberdare.

## Bauwerke
Neben drei Scheduled Monuments, darunter die alte Römervilla, wurden 30 Gebäude in Porthcawl auf die Statutory List of Buildings of Special Architectural or Historic Interest gesetzt. Dazu zählen diverse öffentliche und/oder historische Gebäude, einige Kirchen und auch einige Gebäude nahe der Hafenanlage, inklusive des Leuchtturmes, des heute gastronomisch genutzten, ehemaligen Lagerhauses Jennings House sowie eines Aussichtsturmes, der von der National Coastwatch Institution betrieben wird. Das Herrenhaus Nottage Court ist das einzige Grade II* building der Stadt, die Kapelle St John the Baptist das einzige Grade I building.

## Städtepartnerschaften
- Saint-Sébastien-sur-Loire (seit 1998)[20]

## Söhne und Töchter
- Peter Draper (1925–2004), Dramatiker und Drehbuchautor
- Gareth Morgan (* 1943),  Organisationstheoretiker, Unternehmensberater und Akademiker
- Steve Strange (1959–2015), Sänger
- Helen Grandon (1966–2020), Hockeyspielerin
- Simon Richardson (* 1966), Radrennfahrer
- Jason Hughes (* 1971), Schauspieler
- Matthew Gravelle (* 1976), Schauspieler und Synchronsprecher